# Andronik Paleolog Kantakuzen
Andronik Paleolog Kantakuzen (zamordowany 3/4 czerwca 1453) – dyplomata, ostatni wielki domestyk (naczelny wódz armii) cesarstwa bizantyńskiego. 

## Życiorys
Był synem despoty Morei Demetriusza Kantakuzena. Był zwolennikiem unii florenckiej. Po zdobyciu Konstantynopola w 1453 roku został skazany na śmierć z rozkazu sułtana Mehmeda II Zdobywcy. Razem z nim dokonano też egzekucji jego syna, Łukasza Notarasa wraz z synem oraz Demetriusza Paleologa Kantakuzena. 